# Quinten Post
Quinten Post (* 21. März 2000 in Amsterdam) ist ein niederländischer Basketballspieler.

## Werdegang
Post stammt aus der Nachwuchsarbeit des Vereins BC Apollo Amsterdam. 2018 wechselte er ins Nachbarland Deutschland, wurde bei Alba Berlin gefördert, kam mit Doppelspielrecht in Berlins zweiter Herrenmannschaft in der 1. Regionalliga sowie beim Drittligisten SSV Lokomotive Bernau zum Einsatz.
2019 nahm Post an der Mississippi State University in den Vereinigten Staaten ein Studium der Soziologie auf und spielte bis 2021 für die Basketballmannschaft der Hochschule. Der Niederländer blieb bei Mississippi State Ergänzungsspieler. Das änderte sich am Boston College. Dort setzte Post 2021 sein Studium fort und war fortan Leistungsträger in dessen Hochschulmannschaft. In seiner letzten Saison in der NCAA kam er 2023/24 auf Mittelwerte von 17 Punkten, 8,1 Rebounds und 1,7 geblockten Würfen.
Im Juni 2024 sicherten sich die Golden State Warriors im Draftverfahren der nordamerikanischen NBA die Rechte am Niederländer. Ende September 2024 erhielt Post von den Kaliforniern einen Vertrag für Einsätze in der NBA sowie in den Farben der Santa Cruz Warriors in der NBA G-League.

### Nationalmannschaft
Post nahm mit der niederländischen U20-Auswahl 2019 an der B-Europameisterschaft dieses Altersbereiches teil.